# Función generadora de momentos
En probabilidad y estadística, la función generadora de momentos o función generatriz de momentos de una variable aleatoria {\displaystyle X} es
{\displaystyle M_{X}(t):=\operatorname {E} \left[e^{tX}\right],\quad t\in \mathbb {R} ,}
siempre que esta esperanza exista.
La función generatriz de momentos se llama así porque, si existe en un entorno de {\displaystyle t=0}, permite generar los momentos de la distribución de probabilidad:
{\displaystyle \operatorname {E} \left(X^{n}\right)=M_{X}^{(n)}(0)={\frac {d^{n}M_{X}}{dt^{n}}}(0).}
Si la función generadora de momentos está definida en tal intervalo, entonces determina unívocamente a la distribución de probabilidad.[cita requerida]
Un problema clave con las funciones generadoras de momentos es que los momentos y la propia función generatriz no siempre existen, porque las integrales que los definen no son siempre convergentes. Por el contrario, la función característica siempre existe y puede usarse en su lugar.
De forma general, donde {\displaystyle \mathbf {X} =(X_{1},\ldots ,X_{n})} es un vector aleatorio n-dimensional, se usa {\displaystyle \mathbf {t} \cdot \mathbf {X} =\mathbf {t} ^{\mathrm {T} }\mathbf {X} } en lugar de {\displaystyle tX}:
{\displaystyle M_{\mathbf {X} }(\mathbf {t} ):=\operatorname {E} \left[e^{\mathbf {t} ^{\mathrm {T} }\mathbf {X} }\right]}
En ocasiones se escribe {\displaystyle M(t)} en lugar de {\displaystyle M_{X}(t)} y se usan las letras f.g.m en lugar del término función generadora de momentos.

## Cálculo
Si {\displaystyle X} es una variable aleatoria continua con función de densidad {\displaystyle f(x)}, entonces la función generadora de momentos viene dada por:
{\displaystyle M_{X}(t)=\int _{-\infty }^{\infty }e^{tx}f(x)\,\mathrm {d} x=\int _{-\infty }^{\infty }\left(1+tx+{\frac {t^{2}x^{2}}{2!}}+\cdots \right)f(x)\,\mathrm {d} x}
{\displaystyle M_{X}(t)=1+tm_{1}+{\frac {t^{2}m_{2}}{2!}}+\cdots }
donde {\displaystyle m_{i}} es el {\displaystyle i}-ésimo momento. {\displaystyle M_{X}(-t)} es, precisamente, la transformada bilateral de Laplace de {\displaystyle f(x)}. 
Independientemente de que la distribución de probabilidad sea continua o no, la función generadora de momentos viene dada por la integral de Riemann-Stieltjes
{\displaystyle M_{X}(t)=\int _{-\infty }^{\infty }e^{tx}\,dF(x)}
donde {\displaystyle F} es la función de distribución. Si {\displaystyle X_{1},X_{2},\dots ,X_{n}} es una secuencia de variables aleatorias independientes (y no necesariamente idénticamente distribuidas) y 
{\displaystyle S_{n}=\sum _{i=1}^{n}a_{i}X_{i},}
donde las {\displaystyle a_{i}} son constantes, entonces la función de densidad de {\displaystyle S_{n}} es la convolución de la función de densidad de cada una de las {\displaystyle X_{i}} y la función generadora de momentos para {\displaystyle S_{n}} viene dada por
{\displaystyle M_{S_{n}}(t)=M_{X_{1}}(a_{1}t)M_{X_{2}}(a_{2}t)\cdots M_{X_{n}}(a_{n}t)}
Para variables aleatorias multidimensionales {\displaystyle X} con componentes reales, la función generadora de momentos viene dada por
{\displaystyle M_{X}(t)=\operatorname {E} \left[e^{\langle t,X\rangle }\right]}
donde t es un vector y {\displaystyle \langle t,X\rangle } es el producto punto.

## Función generatriz de momentos para algunas distribuciones
- Si {\displaystyle X\sim {\text{Unif}}(a,b)} entonces {\displaystyle M_{X}(t)={\frac {e^{bt}-e^{at}}{bt-at}}}.
- Si {\displaystyle X\sim {\text{Exp}}(\lambda )} entonces {\displaystyle M_{X}(t)={\frac {\lambda }{\lambda -t}}}.
- Si {\displaystyle X\sim \Gamma (\alpha ,\lambda )} entonces {\displaystyle M_{X}(t)=\left({\frac {\lambda }{\lambda -t}}\right)^{\alpha }}.
- Si {\displaystyle X\sim N(\mu ,\sigma ^{2})} entonces {\displaystyle M_{X}(t)=e^{\mu t+{\frac {\sigma ^{2}t^{2}}{2}}}}.
- Si {\displaystyle X\sim \chi _{n}^{2}} entonces {\displaystyle M_{X}(t)=(1-2t)^{-n/2}}.

## Ejemplos

### Función generatriz para una variable aleatoria discreta
Si {\displaystyle X\sim \operatorname {Bernoulli} (p)} entonces la función de probabilidad está dada por
{\displaystyle \operatorname {P} [X=x]=p^{x}(1-p)^{1-x}}
para {\displaystyle x=0,1} por lo que la función generatriz de momentos es
{\displaystyle {\begin{aligned}M_{X}(t)&=\operatorname {E} [e^{tX}]\\&=\sum _{x=0}^{1}e^{tx}\operatorname {P} [X=x]\\&=\sum _{x=0}^{1}e^{tx}p^{x}(1-p)^{1-x}\\&=(1-p)+e^{t}p\\&=1-p+pe^{t}\end{aligned}}}

## Relación con otras funciones
Hay una serie de transformadas relacionadas con la función generatriz de momentos que son comunes en la teoría de probabilidades:
Función característica
La función característica {\displaystyle \varphi _{X}(t)} está relacionada con la función generadora de momentos vía
{\displaystyle \varphi _{X}(t)=M_{X}(it)}
siempre que ambas existan.
Función generadora de probabilidad
La función generatriz de momentos y la función generatriz de probabilidades se relacionan por la igualdad
{\displaystyle M_{X}(t)=G(e^{t})}
donde 
{\displaystyle G(e^{t})={\text{E}}\left({\text{exp}}(t)^{X}\right)}
siempre que ambas existan.